# Tanak Beak
Tanak Beak is een bestuurslaag in het regentschap West-Lombok van de provincie West-Nusa Tenggara, Indonesië. Tanak Beak telt 4646 inwoners (volkstelling 2010).